# Katarzyna Kowalska
 (septembre 2016).
Si vous disposez d'ouvrages ou d'articles de référence ou si vous connaissez des sites web de qualité traitant du thème abordé ici, merci de compléter l'article en donnant les références utiles à sa vérifiabilité et en les liant à la section « Notes et références ».
Katarzyna Kowalska (née le 7 avril 1985 à Lipno) est une athlète polonaise, spécialiste du 3 000 m steeple et de la course de fond.
Elle a battu son meilleur temps sur 3 000 m steeple en 9 min 26 s 93 à Berlin, le 15 août 2009.
Elle a été championne de Pologne junior en 2004 (2 000 m st), championne de Pologne espoirs en 2005 (5 000 m, 10 000 m et 3 000 m st) en 2006 (5 000 m et 3 000 m st) et en 2007 (5 000 et 3 000 m st). Sur 3 000 m steeple, elle a remporté la Coupe d'Europe des nations d'athlétisme 2007.